# انسداد الوريد الشبكي الفرعي

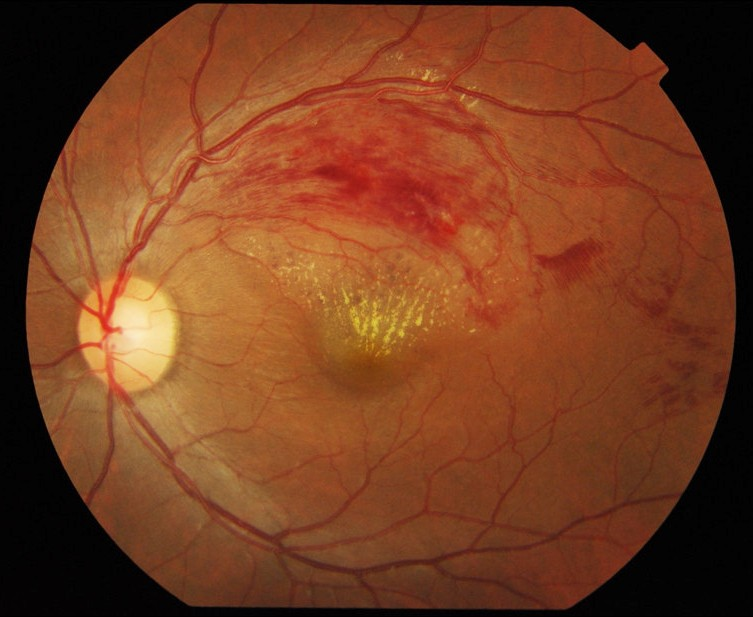
انسداد الوريد الشبكي الفرعي

انسداد الوريد الشبكي الفرعي (BRVO) هو مرض شائع في كبار السن يصيب الأوعية الدموية في شبكية العين. وهو ناتج عن انسداد أحد فروع الوريد الشبكي المركزي.

## علم الاوبئة
- انسداد الوريد الشبكي الفرعي هو مرض أكثر شيوعا بـ 3 مرات من انسداد الوريد الشبكي الرئيسي.
- العمر المعتاد لبداية المرض هو من 60-70 عاما.
- ويقدر تحليل سكاني من عدة دول أن ما يقارب 16 مليون شخص في جميع أنحاء العالم قد يعاني من انسداد الوريد الشبكي.[2]

## عوامل الخطورة
وقد حددت الدراسات الامور غير الطبيعية التالية كعوامل اختطار لنشأة ال BRVO:
- ارتفاع ضغط الدم
- مَرَضٌ قَلْبِيٌّ وِعائِيّ
- البدانة
- المياه الزرقاء-زَرَق

داءالسكري ليس عامل اختطار رئيسي مستقل.

## التجليات
المرضى الذين يعانون من BRVO عادة ما يشكون من ظهور مفاجئ لتَغَيُّمُ الرُّؤْيَة أو عيب في المجال البصري المركزي. وتشمل نتائج فحص العين لانسداد الوريد الشبكي الفرعي الحاد نزيف سطحي، وذمة في الشبكية، وغالبا ما يوجد بقع قطنية-صوفية في أحد قطاعات الشبكية التي يتم تصريف الدم منها بواسطة الوريد المتضرر. الوريد المنسد يكون متوسع وملتوي.
الربع الأكثر شيوعا من حيث التضرر هوالربع الفَوقَ صُّدْغِيّ (63٪).
يحدث اتساع الأوعية الدموية في شبكية العين في 20٪ من الحالات خلال الأشهر 6-12 الأولى من الانسداد ويعتمد على المنطقة غير المروية وغير المزودة بالدم.اتساع الأوعية الدموية من المرجح أن يحدث إذا كان أكثر من خمسة أقطار القرص من المنطقة غير مزودة بالدم ومما يترتب على ذلك حدوث نزيف في الجَسْمُ الزُّجاجِيّ.

## التشخيص والاختبارات
يتم تشخيص ال BRVO سريريا من خلال إيجاد نزيف في شبكية العين في توزيع الوريد الشبكي المسدود.
- تصوير الأوعية بواسطة الفلوريسسيين هو إضافة مفيدة للتشخيص. وتشمل النتائج تأخر الملء الوريدي، قلة الإشعاع بالفلوريسسيين الناجم عن النزف وعدم التروية الدموية للشعيرات، تمدد وتعرج الأوردة، والتسرب بسبب اتساع الأوعية الدموية والوذمة البقعية.
- التصوير المقطعي للتماسك البصري هو اختبار مساعد في تشخيص ال BRVO وغالبا ما توجد الوذمة البقعية في مرضى الانسداد الوريدي الشبكي الفرعي في التصوير المقطعي للتماسك البصري. تسلسل التصوير المقطعي للتماسك البصري يستخدم باعتباره وسيلة سريعة وغير عدائية في رصد الوذمة البقعية.

## العلاج
وتوجد عدة خيارات لعلاج BRVO . وتهدف هذه الخيارات لعلاج اثنين من أكثر المضاعفات من BRVO، وهي الوذمة البقعية واتساع الأوعية الدموية.
- لم يثبت أن العلاج الشامل بالأسبرين عن طريق الفم، اوالهيبارين تحت الجلد، أو تحليل الخَثْرَة ضمن الاوردة فعاليته في علاج الCRVO وال BRVO ، التجارب السريرية في هذا المجال لا يمكن الاعتماد عليها.
- يستخدم العلاج بالليزر للمنطقة البقعية للحد من الوذمة البقعية في المرضى الذين لديهم رؤية 20/40 أو أسوأ ولم تتحسن تلقائيا لمدة 3 أشهر على الأقل (للسماح بأقصى دقة تلقائية) بعد نشأة الانسداد في الوريد. وعادة ما يتم ادخاله مع ليزر الأرجون ويركز على المنطقة المتورمة في شبكية العين داخل أقواس الاوعية الدموية التي تصب في الوريد المسدود مع تجنب المنطقة اللاوعائية النقيرية. يمكن معالجة تسرب تشوهات الاوعية الدموية الدقيقة بشكل مباشر، ولكن ينبغي تجنب الأوعية الجانِبِيّة الظاهرة.
- الدلالة الثانية للعلاج بالليزر هي في حالة اتساع الأوعية الدموية.حيث يتم تطبيق التَخْثيرٌ الضَوئِيّ للشبكية في المنطقة المعنية في شبكية العين لتغطية القطاع المشمول، وتمتد من اقواس الاوعية الدموية للاطراف. نقص التروية الدموية وحده ليس مؤشرا للعلاج شريطة أن يتم المحافظة على المتابعة.
- ويمكن حقن الجرعة التي لا تحتاج إلى حفظ والغير تشتتية، من التريامسينولونِ أسيتونيدِ (1او 4 ملغ) في الجسم الزجاجي لعلاج الوذمة البقعية ولكن لديه مضاعفات تشمل ارتفاع ضغط العين وتشكل الساد.و يظهر أن حقن تريامسينولون له تأثير مماثل على حدة البصر عند مقارنته مع العلاج المعتمد (العلاج بالليزر)، ومع ذلك، فإن معدل ارتفاع ضغط العين وتشكل الساد هو أعلى في طريقة الحقن بالتريامسينولون، وخصوصا في الجرعات العالية.[4] حقن طُعْم الديكساميثازون داخِلَ الجِسْمِ الزُّجاجِيِّ Ozurdex)؛ 700,350 ميكروغرام) قيد الدراسة، وتأثيره قد يستمر لمدة 180 يوما. ويمكن تكرار الحقن ولكن مع تأثيرات أقل وضوحا. على الرغم من أن الزرع صمم ليسبب مضاعفات أقل، الا انه لوحظ ارتفاع ضغط العين وتشكل الساد في هذا العلاج أيضا.[5]
- الأدوية المضادة لعوامل نمو الاغشية الوعائية "VEGF" مثل بيفاسيزوماب "" Bevacizumab (أفاستين""Avastin، 1.25 -2.5 ملغم في 0.05مل) كما أن حقن بِرانذيبيزوماب""Ranibizumab (لوسينتيس"lucentis") يتم استخدامها والتحقيق فيها. المضادات لعوامل نمو الاغشية الوعائية داخِلَ الجِسْمِ الزُّجاجِيِّ لديها نسبة منخفضة من الآثار جانبية الضارة مقارنة مع الكورتيكوستيرويد المحقون داخِلَ الجِسْمِ الزُّجاجِيِّ، ولكنها حاليا قصيرة المفعول وتتطلب الحقن المتكرر. ويمكن استخدام الحقن بالمضادات لعوامل نمو الاغشية الوعائية لعلاج الوذمة البقعية أو اتساع الأوعية الدموية. آلية عمل ومدة تأثير المضادات لعوامل نمو الاغشية الوعائية على الوذمة البقعية غير معروفة حاليا. مستويات عوامل نمو الاغشية الوعائية داخل العين تزداد في العيون التي تعاني من الوذمة البقعية ثانويا لانسداد الوريد الشبكي الفرعي وارتفاع مستويات عوامل نمو الاغشية الوعائية داخل العين ترتبط بدرجة وشدة نقص التروية الدموية في المناطق التي تعاني من الوذمة البقعية.[6]
- وتستخدم الجراحة في بعض الأحيان لنزيف الجسم الزجاجي طويل الامد ولمضاعفات أخرى خطيرة مثل الغشاء فوق الشبكي وانفصال الشبكية.
- تم الإبلاغ عن التصالب الشرياني الوريدي في مجموعة صغيرة غير متحكم بها لسلسلة من المرضى الذين يعانون من انسداد الوريد الشبكي الفرعي". "BRVOالذي يحدث عادة عند التصالب الشرياني الوريدي، حيث يتشارك الشريان والوريد بحصة مشتركة من النسيج البَرَّانِيّ. في التصالب الشرياني الوريدي يتم إجراء شق في الغمد البراني المتاخم للمعبر الشرياني ويمتد على طول الغشاء الذي يحمل الأوعية الدموية حتى نقطة الالتقاء والتصالب، ثم يتم فصل الشريان من الوريد.

## مَساق المرض والنتائج
بشكل عام، توقعات سير المرض لل BRVO جيدة: بعد سنة واحدة من الإصابة، وُجد في 50-60٪ من الحالات أن العيون المصابة بالمرض سوف تصل إلى حدة ابصار 20/40 أو أفضل حتى من دون أي علاج. مع مرور الوقت الحالة العامة لانسداد الوريد الشبكي الفرعي الحاد تصبح غير ملحوظة، النزيف يتلاشى بحيث تبدو الشبكية تقريبا طبيعية. الاوعية الجانبية تنشأ بحيث تساعد في اِرْتِشاح المنطقة المتضررة.